# Francesc Calvet i Rubalcaba
Francesc Calvet i Rubalcaba (Girona, 16 de desembre de 1766 - Barcelona, 17 de desembre de 1839) fou un jurista i polític català.
Fill de Cosme Calvet i Gaubert jurista i de Rosa Rubalcaba i Blanxart. Es va casar amb Marianna Pasapera i varen ser pares de Marianna i Salvador Calvet i Pasapera que va ser Senador per Córdoba. El 1789 es doctorà en dret civil a la Universitat de Girona. Exercí com a síndic de la ciutat de Girona i el setembre de 1810 fou elegit diputat per Girona a les Corts de Cadis, on juntament amb Vicent Tomàs Traver, Valcàrcel i Pérez de Castro va donar suport la proposta de Manuel Mateo Luján y Ruiz que les Corts havien de limitar-se a les comeses pròpies d'una assemblea legislativa i no pas a les del Consell de Regència o poder Judicial. Fou un dels signants de la Constitució espanyola de 1812 i el 1813 fou escollit novament diputat suplent.
Entre 1821 i 1823 fou magistrat interí de la Reial Audiència de Mallorca, i el 1838 ho fou a la Reial Audiència a Barcelona. Va recollir materials de la història eclesiàstica de Girona que foren publicats dins el recull general España Sagrada.

## Obres
- Discurso en la apertura de la Audiencia de Barcelona (1838).